# Костин, Сергей Васильевич
Серге́й Васи́льевич Ко́стин (род. 11 марта 1950 года, Петрозаводск, СССР) — советский и российский сценарист, режиссёр-документалист, писатель, телеведущий, переводчик.

## Биография
Родился в семье военнослужащего и учительницы математики и физики. Детство провёл в Риге. В 1960—1966 годах жил с родителями в ГДР.
С 1967 по 1972 год учился на переводческом факультете МГПИИЯ имени Мориса Тореза.
В 1973—1977 годах работал в Алжире, сначала переводчиком-референтом представительства «Зарубежнефти», затем заведующим фильмотекой Советского культурного центра.
В 1978—1979 годах — редактор Главного управления внешних сношений Гостелерадио СССР. С 1979 по 1989 год работал переводчиком на французский язык газеты «Московские новости», журнала «Новое время», издательств «Спутник» и «Профиздат».
В 1984 году окончил сценарный факультет ВГИК.
В 1990—1991 годах — главный редактор советско-французского информационного агентства «Точка Интернешнл». В 1991—1998 годах — представитель французского издательства «Робер Лаффон» в странах СНГ, организовал публикацию на Западе десятка книг русских авторов, в том числе Андрея Платонова, Виталия Шенталинского, бывших разведчиков Юрия Модина и Владимира Чикова. В 1992—1994 годах — главный редактор российско-бельгийского совместного предприятия «Точка». В 1995—1997 годах — московский корреспондент французской радиостанции «Радио Классик».
С 1997 по настоящее время работает в разных качествах на российские и зарубежные телеканалы. С 1991 года пишет книги, переведённые на десять языков.
Владеет французским, английским, немецким и итальянским языками.

## Профессиональная деятельность
На телевидении работает с 1978 года. Автор, режиссёр, ведущий, продюсер более 50 документальных фильмов, в том числе и совместного производства с французскими телеканалами, показанных во многих странах мира.
В 1997 году был автором и редактором программы Дмитрия Киселёва «Национальный интерес» на телеканале РТР. В 1998 году был сценаристом фильма Леонида Парфёнова «Семнадцать мгновений весны 25 лет спустя», с которого на канале НТВ начался цикл «Новейшая история». Далее последовали фильмы «Сердце Ельцина» Светланы Сорокиной (об операции Ельцина), «Чисто российское убийство» (на 40 дней со дня смерти Галины Старовойтовой), «Афганский капкан» Евгения Киселёва (о вводе советских войск в Афганистан в 1979 году) и др. Этот цикл передач стал одним из первых на российском телевидении, который был снят в жанрах исследовательского и исторического, а не пропагандистского или авторского кино.
С 1999 по 2003 год в качестве руководителя программы «Новейшая история» отвечал за документальное кино на телеканалах НТВ (1999—2001), ТВ-6 и ТВС (2001—2003). С сентября 2002 по июнь 2003 года также был автором, ведущим и продюсером телепередачи «Хвост кометы» на телеканале ТВС. Героями его передачи в разное время становились Чингиз Айтматов, Майя Плисецкая, Василь Быков, Яак Йоала, Жанна Болотова, Роза Рымбаева, Виктория Фёдорова и др.
После закрытия в июне 2003 года телеканала ТВС Сергей Костин на год вернулся на телеканал НТВ, где продолжил заниматься документальным кино в рубрике «Новейшая история». В частности, в этот период им были сняты лента «Тито: посмертная автобиография» (телеэфир 29 ноября 2003 года) и двухсерийный документальный фильм «СССР — Куба: история одной любви», телеэфир которого состоялся 24 и 25 мая 2004 года на НТВ. В начале 2005 года рубрика была закрыта. После этого Костин работал как автор и режиссёр документальных фильмов для телеканала «Россия», в том числе и документального фильма Ирины Зайцевой «Процесс пошёл!».
С 2007 по 2008 год был главным продюсером телеканала «Звезда» и ведущим программы «Роковые даты» на том же телеканале. С 2008 по 2012 год работал в качестве независимого производителя в продюсерском центре «Свободный полёт».
С 2012 по 2015 год занимал должность шеф-продюсера на телеканале «Звезда», где в 2014 году также был автором, режиссёром, ведущим и продюсером познавательной программы «Путешествия дилетанта».
С 2015 по 2018 год был консультантом американского телесериала «Американцы» телесети FX.
В настоящее время пишет сценарии игровых сериалов для американской телесети FX и российских телеканалов.

## Литературная деятельность
Автор четырёх документальных книг, написанных по-французски и изданных во Франции, США, Испании, России, Польше, Чехии, Бразилии и Болгарии. Одна из книг, «Bonjour Farewell», была переиздана в Sélection du Reader’s Digest. На её основе в 2009 году французским режиссером Кристианом Карьоном (Christian Carion) был снят художественный фильм «L’Affaire Farewell» с Эмиром Кустурицей, Гийомом Кане, Уиллемом Дефо и Ингеборгой Дапкунайте в главных ролях.
Серия из шести романов о разведчике-нелегале Пако Аррайя была начата в 2006 году. На сегодняшний день общий тираж этих книг на русском языке составляет 160 тысяч экземпляров.

### Документальные книги
- «La dramatique histoire des sous-marins nucléaires soviétiques». Издательство Robert Laffont, Paris, 1992 (в соавторстве). Переведена на испанский («La Tragedia de los submarinos nucleares soviéticos»), русский («Атомная подводная эпопея»), чешский («Podmorska atomova dramata»), и польский («Podwodne dramaty») языки.
- «Bonjour Farewell. La vérité sur la taupe française du KGB»[37]. Издательство Robert Laffont, Paris, 1997. Повторно опубликована в Sélection du Reader’s Digest, 1998.
- «Confession d’un agent soviétique». Издательство Ed. du Rocher, Monaco-Paris, 1999[38]. Переведена на английский язык («The Man Behind the Rosenbergs», Enigma Books, New York, 2001).
- «Adieu Farewell». Издательство Robert Laffont, Paris, 2009[39] (в соавторстве). Переведена на английский («Farewell») и португальский («Adeus, Farewell») языки.

### Серия «Пако Аррайя»
- «В Париж на выходные» (под псевдонимом Пако Аррайя). Популярная литература, Москва, 2008. Первое издание под названием «Бог не звонит по мобильному» и под псевдонимом Николай Еремеев-Высочин было опубликовано в издательстве ЭКСМО-Яуза, Москва, 2006. Номинант премии «Национальный бестселлер-2007». Переведена на английский («Paris Weekend»), сербско-хорватский («Vikend u Parizu»), болгарский (Пако Аррайя, «Бог не звъни по мобилния») и итальянский языки («Paris Weekend»).
- «Афганская бессонница» (под псевдонимом Николай Еремеев-Высочин). Издательство ЭКСМО-Яуза, Москва, 2006[40]. Номинант премии «Национальный бестселлер-2007». Переиздана в издательстве «Свободный полёт», сентябрь 2011 г.
- «Рам-Рам». Популярная литература, Москва, 2008[41].
- «Смерть белой мыши». Издательство «Свободный полёт», Москва, 2011[42].
- «По ту сторону пруда — 1. Туман Лондонистана». Издательство «Свободный полёт», Москва, 2013[43].
- «По ту сторону пруда — 2. Страстная неделя». Издательство «Свободный полёт», Москва, 2013[44][45].
- «U.S.» (2020). Готовится к печати.

## Фильмография
- «История Москвы в архитектуре» (SFP, France, 52 мин.) — соавтор, копродюсер — 1978
- «Школа балета Большого театра» (SFP, France, 52 мин.) — соавтор, копродюсер — 1979
- «Азербайджан» (SFP, France, 52 мин.) — соавтор, копродюсер — 1979
- «Однажды двадцать лет спустя» (реж. Юрий Егоров, 77 мин.) — актер — 1980
- «La Mafia rouge» (Antenne 2, 66 мин.) — соавтор, сопродюсер — 1992
- «La Mafia rouge» (советско-французский художественный фильм с Жаком Перреном (Jacques Perrin) и Феодором Аткином (Féodor Atkine) — исполнительный продюсер — 1992
- «Demain l’apocalypse?» (France 2, 52 мин.) — соавтор, копродюсер — 1992
- «La Grande menace» (France 3, 98 мин.) — соавтор, копродюсер — 1992
- «Through My Enemy’s Eyes» (Legend Production, США, 2х52 мин.) — 1993
- «The Friends of Harry» (Legend Productions, США, 89 мин.) — актер — 1995
- «Lénine secret» (TF 1, Франция, 52 мин.) — соавтор, копродюсер — 1998
- «Семнадцать мгновений весны. 25 лет спустя» (Dixi, НТВ, 52 мин.) — автор — 1998
- «Чисто российское убийство» (Dixi, НТВ, 52 мин.) — соавтор — 1998
- «Афганский капкан» (Dixi, НТВ, 2х52 мин.) — автор — 1999
- «Самый человечный человек» (НТВ, 70 мин.) — автор, продюсер — 1999
- «Загадочный генсек» (НТВ, 80 мин.) — автор, продюсер — 1999
- «Мировая революция для товарища Сталина» (НТВ, 2х52 мин.) — продюсер — 1999
- «Médicaments faux à en mourir» (France 2, 61 мин.) — соавтор — 1999
- «Fidel Castro, l’espérance trahie» (TF 1, 54 мин.) — соавтор — 1999
- «Президент Всея Руси» (НТВ-Dixi, 4х52 мин.) — соавтор — 2000
- «Победа. Одна на всех» (НТВ, 52 мин.) — соавтор, продюсер — 2000
- «La face cachée des Kennedy» (Planète, Франция, 60 мин.) — соавтор — 2000
- «Андропов» (НТВ, 2х52 мин.) — автор, продюсер — 2000
- «Похищение огня» (НТВ, 2х80 мин.) — автор, продюсер — 2000
- «Неподнятая целина» (НТВ, 2х52 мин.) — продюсер — 2001
- «Звездные войны. Игра для взрослых» (НТВ, 52 мин.) — продюсер — 2001
- «Пятое евангелие» (НТВ, 75 мин.) — ведущий, автор, режиссер, продюсер — 2001
- «Красная капелла» (ТВ-6, 2х52 мин.) — автор, продюсер — 2001
- «Три дня в августе» (ТВ-6, 52 мин.) — продюсер — 2001
- «Женщина русского лейтенанта» (ТВ-6, 52 мин.) — продюсер — 2001
- «Царь-бомба» (ТВ-6, 52 мин.) — продюсер — 2001
- «Страсти по Нобелю» (ТВ-6, 5х52 мин.) — продюсер — 2001
- «Gorbatchev, le dernier Soviétique» (TF 1, 52 мин.) — соавтор, копродюсер — 2001
- «Tito, maréchal, président» (TF 1, Франция, 53 мин.) — соавтор — 2002
- «Рыцарь Овального кабинета» (ТВС, 2х52 мин.) — соавтор, продюсер — 2002
- «Папа Римский» (ТВС, 2х52 мин.) — продюсер — 2002
- «Николай Озеров. Главная роль» (ТВС, 52 мин.) — продюсер — 2002
- «Таганка с Мастером и без» (ТВС, 2х52 мин.) — продюсер — 2003
- «Хрущёв. Наследник Сталина» (ТВС, 2х52 мин.) — продюсер — 2003
- «Время Луны» (ТВС, 2х52 мин.) — продюсер — 2003
- «Восхождение на Эверест» (ТВС, 52 мин.) — продюсер — 2003
- «Тито. Посмертная автобиография» (НТВ, 2х52 мин.) — ведущий, автор, режиссер, продюсер — 2003
- «Все звезды Татьяны Тарасовой» (7ТВ, 52 мин.) — сценарист, сорежиссер — 2003
- «Алексей Косыгин. Чужой среди своих» («Россия», 44 мин.) — автор, продюсер — 2004
- «СССР-Куба. История одной любви» (НТВ, 2х48 мин.) — ведущий, автор, режиссер, продюсер — 2004
- «Процесс пошел!» («Россия», 2х44 мин.) — автор, продюсер — 2005
- «Георг Отс. Человек без маски» («Россия», 44 мин.) — автор, режиссер, продюсер — 2006
- «Музыка в стране глухих» («Россия», 44 мин.) — режиссер, продюсер — 2006
- «Ожидание императрицы» c Аллой Демидовой («Россия», 2х44 мин.) — режиссер, продюсер — 2006
- «Марек Хальтер. Сын Библии и Александра Дюма» («Россия», 44 мин.) — автор, режиссер, продюсер — 2006
- «Первый патриарх» («Россия», 44 мин.) — режиссер, продюсер — 2007
- «Как умер Сталин» с Арменом Джигарханяном («Звезда», 2х52 мин.) — режиссер, продюсер — 2008
- «Элита ВДВ» («Звезда», 4х26 мин.) — режиссер, продюсер — 2008
- «Новая Россия: начало» («Звезда», 8х39 мин.) — сопродюсер — 2009
- «La chute du mur de Berlin» (Planète, 55 мин.) — сорежиссер, сопродюсер — 2009
- «Александр Суворов. Все битвы генералиссимуса» с Аллой Демидовой и Арменом Джигарханяном («Звезда», 8х39 мин.) — автор, ведущий, режиссер, продюсер — 2009
- «Брат на брата» («Звезда», 4х39 мин.) — продюсер — 2009
- «Слабость силы» («Звезда», 4х39 мин.) — продюсер — 2010
- «Les derniers jours de l’URSS» (France 3, 54 мин.) — соавтор, сорежиссер, копродюсер — 2010
- «Молодой Сталин» («Звезда», 41 и 50 мин.) — автор, ведущий, режиссер, продюсер — 2013
- «Karpov-Kasparov. Deux rois pour une couronne» (La 5, 52 мин.) — соавтор, сорежиссер — 2014